# 山东省商业集团
山东省商业集团有限公司，简称鲁商集团，是一家总部位于济南市的大型国有企业。1992年底，原山东省商业厅进行改组，成立山东省商业集团。目前山东省商业集团业务涵盖零售业、制造业、房地产、酒店业、教育业、传媒业等多个产业。其中零售业品牌“银座”（Inzone）已覆盖山东、河北、河南等多个地区，是集团的主业。制药业的“福瑞达”和房地产业“鲁商置业”也是全国著名品牌。集团旗下拥有上市公司鲁商福瑞达医药股份有限公司（上交所：600223）。

## 下属产业
- 山东银座商城股份有限公司，包括银座商城，银座购物广场等，同时还与台湾统一超商合资运营统一银座便利超市，共有130多个网点。[1]
- 鲁商置业股份有限公司
- 山东福瑞达医药集团有限公司，旗下拥有子公司明仁福瑞达，以及合资公司博士伦福瑞达；拥有“明仁”、“颐莲”、“善颜”、“润舒”、“润洁”、“施沛特”等多个品牌，2000年至2017年间曾持有华熙生物的股权[2]
- 山东银座旅游集团
- 山东商报
- 齐鲁医药学院
- 山东商业职业技术学院
- 青岛酒店管理职业技术学院
- 山东省城市服务技术学院

## 资料来源
1. 1 2  鲁商集团网站鲁商简介，.   [2010-08-10]. （原始内容存档于2010-07-26）.
2. ↑  . 经济日报-中国经济网. 2020-05-16  [2023-12-19]. （原始内容存档于2023-12-19）.

## 外部連結
- 山东省商业集团 （页面存档备份，存于）